# 富日雷 (曼恩-卢瓦尔省)
富日雷（法語：Fougeré，法語發音：[fuʒʁe] ⓘ）是法国曼恩-卢瓦尔省的一个旧市镇，属于索米尔区。2016年，富日雷和相邻的其它8个市镇并入市镇安茹地区博热。

## 地理
富日雷（47°37'38"N, 0°8'53"W）面积24.18 平方千米，位于法国卢瓦尔河地区大区曼恩-卢瓦尔省，该省份为法国西部内陆省份，大致对应安茹地区，北起顺时针与马耶讷省、萨尔特省、安德尔-卢瓦尔省、维埃纳省、德塞夫勒省、旺代省、大西洋卢瓦尔省和伊勒-维莱讷省接壤。
与富日雷接壤的市镇（或旧市镇、城区）包括：安茹地区博热、舍维雷勒鲁日、安茹谷地克莱、蒙蒂涅莱赖里、莱赖里、圣康坦莱博尔派尔、卢瓦河畔巴祖日、卢瓦河畔克雷。

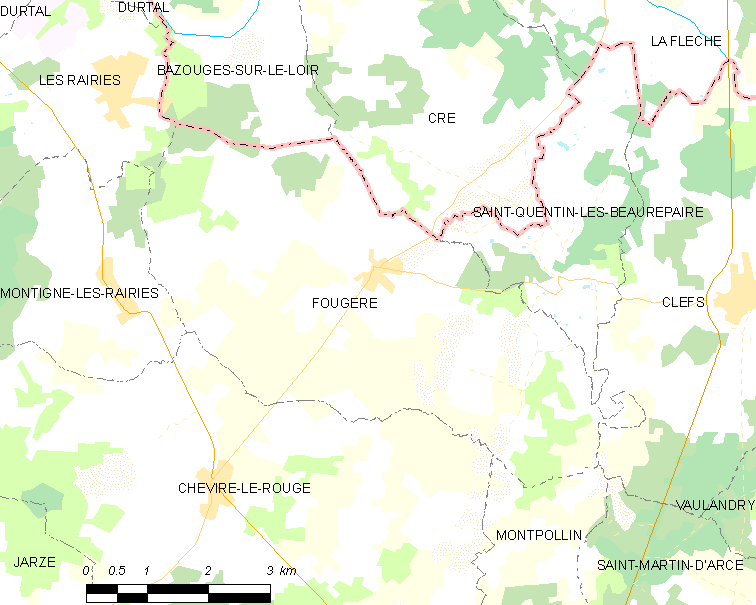
的OSM定位图

富日雷的时区为UTC+01:00、UTC+02:00（夏令时）。

## 行政
富日雷的邮政编码为49150，INSEE市镇编码为49143。

## 政治
富日雷所属的省级选区为安茹地区博福尔县。

## 人口

1962-2008年间人口变化图示

富日雷于2018年1月1日时的人口数量为803人。